# Kærlighedens Globetrotter
Kærlighedens Globetrotter er en amerikansk stumfilm fra 1920 af Allan Dwan.

## Medvirkende
- James Kirkwood Sr. som William Grogan
- Anna Q. Nilsson som Ruth Warren
- Harry Northrup som Richard Camden
- Ward Crane som Norton Colburton
- Ernest Butterworth
- Gertrude Messinger
- Rose Dione
- Louise Lester
- Buddy Messinger
- Claire Windsor som Extra